# Anopheles brevirostris
Anopheles brevirostris är en tvåvingeart som beskrevs av Reid 1950. Anopheles brevirostris ingår i släktet Anopheles och familjen stickmyggor. Inga underarter finns listade i Catalogue of Life.